# 1ª Divisione Atlantica Fucilieri di Marina
La 1ª Divisione Atlantica Fucilieri di Marina è stata un'unità di fanteria di marina della marina della Repubblica Sociale Italiana che prese parte alla battaglia di Normandia.

## Storia

Il capitano di vascello Enzo Grossi insignito della Croce di Cavaliere della Croce di Ferro tedesca ricevuto da Benito Mussolini a Palazzo Venezia.

Dopo la firma dell’armistizio dell'8 settembre 1943 presso la base della Regia Marina di Bordeaux (BETASOM), allora al comando del due volte insignito di Medaglia d'oro al valor militare (per aver dichiarato l'affondamento di due corazzate statunitensi) capitano di vascello Enzo Grossi, i reparti tedeschi tentarono di affiancare quelli italiani del Reggimento "San Marco" che garantivano la protezione della base, ove si trovavano due sommergibili italiani, il Bagnolini e il Finzi. Il comandante Grossi, che appena saputo dell’armistizio aveva messo in stato di allarme la base, richiamando immediatamente tutto il personale in licenza ad Arcachon, minacciò espressamente di restituire ad Hitler la Croce di Cavaliere della Croce di Ferro con cui era stato decorato, e il comandante tedesco, von Flug-Hartung desistette dal tentativo. Il 12 settembre Grossi si recò a Berlino per un colloquio con l’ammiraglio Karl Dönitz, e poi contattò il capitano di corvetta Mario Arillo che comandava la base dei sommergibilisti italiani di Gotenhafen, ordinando al personale italiano di confluire a Bordeaux. Nei giorni seguenti si iniziò a far convergere su Bordeaux anche altro personale proveniente da altre località della Francia e della Germania che raggiunse in poco tempo il numero di 4.000 unità.
In base ai termini dell'incontro Grossi-Dönitz, con l'adesione della maggior parte dei marinai italiani, per scelta o per convenienza, alla Repubblica Sociale Italiana, fu costituita la "1ª Divisione Atlantica Fucilieri di Marina" della Marina Nazionale Repubblicana. In base all’accordo sopraccitato a Enzo Grossi fu affiancato il comando della 4ª Flott. Vorposten (sicurezza e scorta) che operava fra Arcachon e Brest, e i 4.000 uomini della Divisione Atlantica vennero impiegati dalla Kriegsmarine per armare batterie costiere sulla costa atlantica e nelle isole del Canale.
Grossi ottenne dai tedeschi anche l’assegnazione di 6.000 uomini (ex Internati Militari Italiani) alla Kriegsmarine per costituire Battaglioni Bau sulla costa atlantica e di altri 5.400 per rafforzare i Battaglioni Nebbiogeni del Baltico (la definizione giuridico-amministrativa-disciplinare per i marinai italiani impiegati su reparti e unità della Kriegsmarine) e la liberazione di 4.000 marinai internati (IMI) nei campi di Treviri e Neubrandenburg che avevano chiesto di aderire alla R.S.I.
Tre U-Boote furono riassegnati alla Marina Nazionale per addestramento degli equipaggi che doveva avvenire in Germania, mentre altri 5 C.B. furono armati per l’impiego nel Mare Adriatico. La pertinenza della base C.B. di Costanza passò al comando della Divisione Atlantica.
Appartenevano alla 1ª Divisione Atlantica Fucilieri di Marina i due ufficiali e i duecento marò assegnati alla Marine Artillerie Abteilung 608, al comando dall’Oberleutnant zur See Richard Seuss, che tra l’agosto e il settembre 1944, durante gli scontri della battaglia di Saint-Malo, si distinsero per la strenua difesa dell’isola di Cézembre, posta al centro della baia di Saint-Malo. Dopo la resa i 69 marò e i due ufficiali italiani superstiti vennero inviati al campo di prigionia di Hereford, in Texas.
I militi della divisione furono impiegati in Francia a Lorient, Saint-Nazaire, La Rochelle, Oléron, Ré, Saint-Malo, Brest, Calais, Cherbourg, Le Havre, nelle isole di Jersey, Guernsey, Ouessant, per un totale che raggiunse le oltre 5.000 persone. Molti presero parte alla battaglia di Normandia, e alcuni di questi presidi si arrenderanno solo alla fine guerra, come Lorient, Saint-Nazaire, La Rochelle (9 maggio 1945), Isole normanne (10 maggio).

### Pubblicazioni
- Alessandro Brignole, Agosto 1944. I Marò Italiani a Cézembre, in Il Giornale d’Italia, n. 306, Roma, Amici del Giornale d’Italia, 29,  pp. 8-9.
- Franco Maria Puddu, L’isola che non voleva arrendersi, in Storia Militare, n. 165, Parma, Ermanno Albertelli Editore, giugno 2007,  pp. 25-30.